# 손민석
손민석(1971년 12월 23일 ~ )은 대한민국의 배우이다.

## 학력
- 안양예술고등학교 연기과
- 서울예술대학 연극과

## 출연작

### 영화
- 《가치 캅시다》 (2021년) - 아빠 역
- 《아내를 죽였다》 (2019년) - 고등학생2 아빠 역
- 《국가부도의 날》 (2018년) - 메가폰 경찰관 역
- 《구세주: 리턴즈》 (2017년) - 쩐주 2 역
- 《로마의 휴일》 (2017년) - 지배인 역
- 《미스 푸줏간》 (2017년) - 조선 역
- 《그물》 (2016년) - 보위부 조사원 역
- 《검은 사제들》 (2015년) - 택시기사 역
- 《역린》 (2014년) - 채제공 역
- 《감시자들》 (2013년) - 원숭이 역
- 《이브의 유혹 - 그녀만의 테크닉》 (2007년) - 필중 역
- 《6월의 일기》 (2005년) - 윤 선생 역
- 《플래닛-호핑》 (2002년)
- 《수취인불명》 (2001년) - 충호 역
- 《7인의 새벽》 (2001년) - 올백 역
- 《실제상황》 (2000년) - 또다른 나 역
- 《섬》 (2000년) - 달수 역
- 《위험수위》 (1999년)
- 《산전수전》 (1999년) - 히피족 역
- 《파란 대문》 (1998년) - 진호 역
- 《토요일 오후 2시》 (1998년) - 승우 역
- 《일팔일팔》 (1997년) - 아가리 역
- 《접속》 (1997년) - 한정태 역
- 《넘버 3》 (1997년) - 자크 역
- 《박봉곤 가출 사건》 (1996년) - 사회자 역
- 《돼지가 우물에 빠진 날》 (1996년) - 양민수 역

### 드라마
- 《KBS 드라마 스페셜 - 아득히 먼 춤》 (2016년, KBS2) - 과장 안드로이드 역
- 《태양의 도시》 (2015년, MBC 드라마넷) - 깡다구박 역